# International Federation of American Football
International Federation of American Football (IFAF) är den internationella organisationen för amerikansk fotboll. Den har sitt säte i La Courneuve, Frankrike, och dess nuvarande ordförande är Tommy Wiking.  IFAF organiserar världsmästerskapet i amerikansk fotboll som hålls vart fjärde år.

## Historia
Det första nationella amerikanska fotbollsförbundet utanför USA grundades i Kanada år 1896. Kanada hade då redan en lång historia av kanadensisk fotboll. Japan var också tidigt ute med amerikansk fotboll. Dess nationella förbund grundades 1936. Den första europeiska federation bildades 1976. Sedan dess har sporten expanderat, speciellt i Europa, vilket kulminerade i grundandet av European Federation of American Football år 1996. Två år senare, 1998, bildades International Federation of American Football officiellt av Australien, Finland, Frankrike, Irland, Italien, Japan, Sydkorea, Mexiko, Sverige och Spanien. IFAF blev preliminär medlem av General Association of International Sports Federations 2003 och fullvärdig medlem 2005. År 2010 bestod IFAF av 57 medlemsnationer från fem världsdelar (Nord- och Sydamerika, Europa, Asien och Oceanien) och representerade över 23 miljoner idrottare från hela världen. 

## Struktur

IFAF:s medlemsorganisationer.

- European Federation of American Football (EFAF)
- Pan American Federation of American Football (PAFAF)
- Asian Federation of American Football (Afaf)
- Oceanien Federation of American Football (OFAF)

## Medlemmar
- Afrika
  -  Egypten
  -  Kamerun
  -  Kenya
  -  Kongo-Kinshasa
  -  Marocko
  -  Nigeria
  -  Sydafrika
  -  Tunisien
  -  Uganda
  -  Zimbabwe
- Amerika
  -  Antigua och Barbuda
  -  Argentina
  -  Brasilien
  -  Chile
  -  Colombia
  -  El Salvador
  -  Guatemala
  -  Haiti
  -  Honduras
  -  Jamaica
  -  Kanada
  -  Kuba
  -  Mexiko
  -  Nicaragua
  -  Panama
  -  Uruguay
  -  USA
- Asien
  -  Filippinerna
  -  Hongkong
  -  Indien
  -  Indonesien
  -  Japan
  -  Jordanien
  -  Kazakstan
  -  Kuwait
  -  Malaysia
  -  Sydkorea
  -  Vietnam
- Europa
  -  Belarus
  -  Belgien
  -  Danmark
  -  Finland
  -  Frankrike
  -  Georgien
  -  Irland
  -  Israel
  -  Italien
  -  Luxemburg
  -  Malta
  -  Nederländerna
  -  Norge
  -  Polen
  -  Ryssland
  -  Schweiz
  -  Serbien
  -  Slovakien
  -  Slovenien
  -  Spanien
  -  Storbritannien
  -  Sverige
  -  Tjeckien
  -  Turkiet
  -  Tyskland
  -  Ukraina
  -  Ungern
  -  Österrike
- Oceanien
  -  Australien
  -  Guam
  -  Papua Nya Guinea
  -  Nya Kaledonien
  -  Nya Zeeland
  -  Tahiti